# Gare de Råde
La gare de Råde est une gare ferroviaire norvégienne de la ligne d'Østfold, située sur le territoire de la commune de Råde dans le comté d'Østfold.
Mise en service en 1879, c'est une gare de la Norges Statsbaner (NSB). Elle est distante de 77,01 km d'Oslo. 

## Situation ferroviaire
La gare de Råde  est située sur la ligne d'Østfold, entre les gares de Rygge et de Fredrikstad.

## Histoire
La gare  fut ouverte en 1879 lorsque la vestre linje fut achevée.

## Service des voyageurs

### Accueil
C'est une gare ferroviaire sans personnel. Elle est équipée d'une salle d'attente ouverte du lundi au vendredi et dispose d'un automate.

### Desserte
Råde est desservie par un train régional allant d'Oslo à Halden et poursuivant en Suède jusqu'à Göteborg .

### Intermodalités
Un parking, de 70 places, pour les véhicules et un parc à vélo couvert y sont aménagés.